# Paul Antoine Dubois

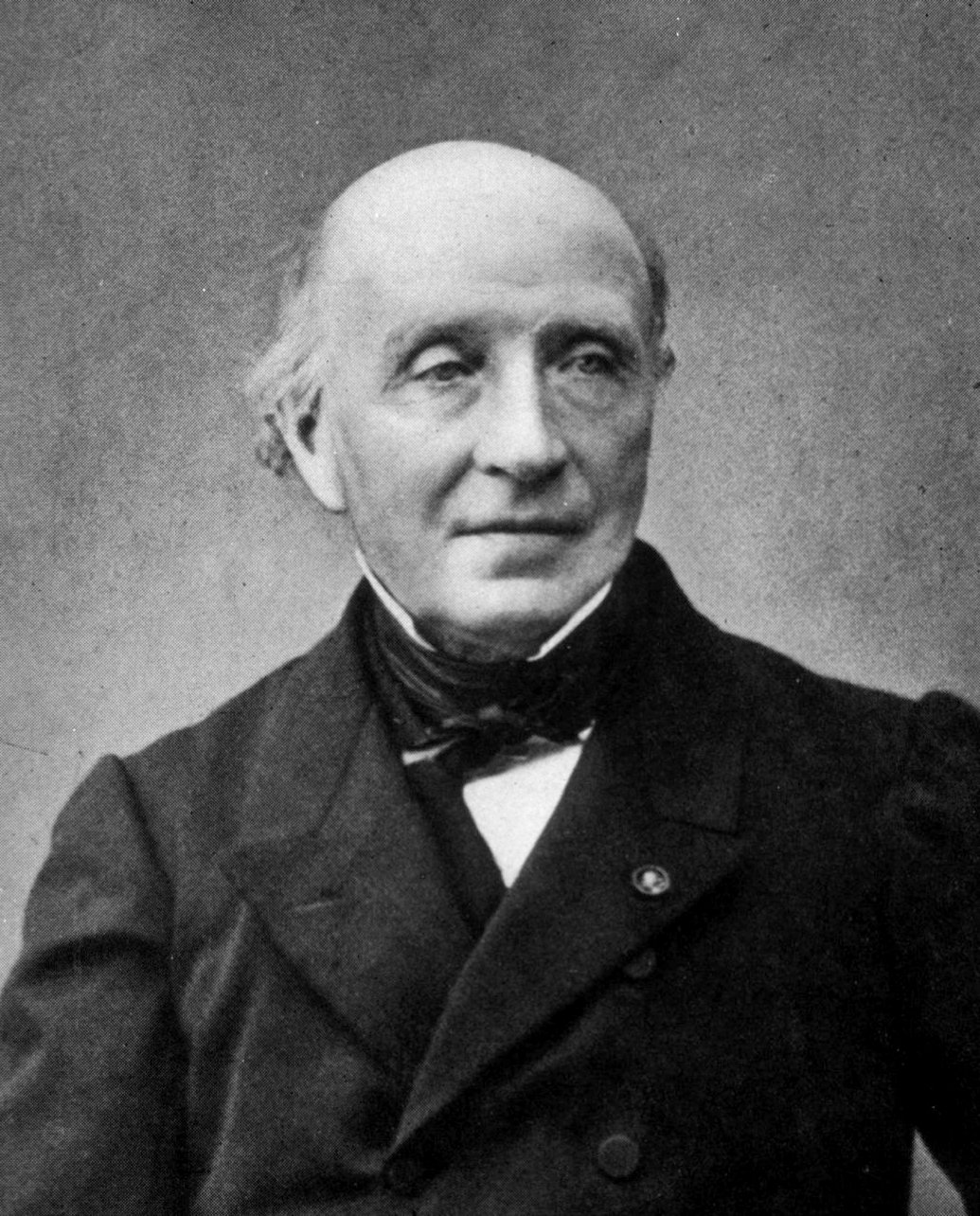
Paul Antoine Dubois

Paul Antoine Dubois (* 7. Dezember 1795 in Paris; † 1871) war ein französischer Arzt und Geburtshelfer.

## Leben
Paul Antoine Dubois war der Sohn des französischen Chirurgen und Geburtshelfers Antoine Dubois (1756–1837). 
Er promovierte 1818 mit seiner Dissertation Proposition sur diverses parties de l’art de guérir und wurde 1823 Professeur agrégé und 1834 Professor an der geburtshilflichen Klinik in Paris. Im Jahr 1852 wurde er Dekan der medizinischen Fakultät der Universität von Paris.
Am 1. Mai 1854 wurde Paul Antoine Dubois unter der Präsidentschaft von Christian Gottfried Daniel Nees von Esenbeck unter der Matrikel-Nr. 1704 mit dem akademischen Beinamen Naegele als Mitglied in die Kaiserliche Leopoldino-Carolinische Akademie der Naturforscher aufgenommen.

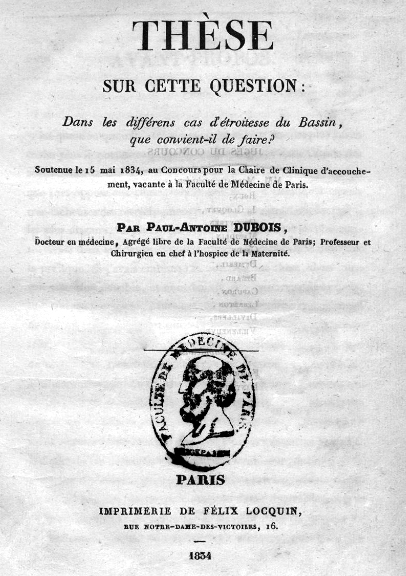
1834. Titelblatt der Bewerbungsarbeit für die Leitung der Geburtsklinik

## Schriften
- Dans les différens cas d’étroitesse du bassin, que convient-il de faire? Paris 1834 (Digitalisat)
- Traité complet de l’art des accouchements. Paris 1849 (Digitalisat)